# Tonalapa, Zitlala
Tonalapa är en ort i Mexiko.   Den ligger i kommunen Zitlala och delstaten Guerrero, i den södra delen av landet, 190 km söder om huvudstaden Mexico City. Tonalapa ligger 1 406 meter över havet och antalet invånare är 186.
Terrängen runt Tonalapa är kuperad åt sydväst, men åt nordost är den bergig. Runt Tonalapa är det ganska glesbefolkat, med 40 invånare per kvadratkilometer. Närmaste större samhälle är Chilapa de Alvarez, 13,1 km söder om Tonalapa. I omgivningarna runt Tonalapa växer huvudsakligen savannskog.